# 塞爾維亞—土耳其關係
塞尔维亚-土耳其关系是指塞尔维亚和土耳其之间的外交关系。塞尔维亚在安卡拉设有大使馆，在伊斯坦布尔设有总领事馆。土耳其在贝尔格莱德有大使馆。这两个国家都是欧洲理事会、欧洲安全与合作组织、中欧自由贸易协定和黑海经济合作组织的正式成员。

## 历史
塞尔维亚和土耳其的关系可以追溯中世纪末期，当时的奥斯曼土耳其在1371年的马里查战役和1389年的科索沃战役中击败了塞尔维亚专制国，使其成为了奥斯曼帝国的一部分。

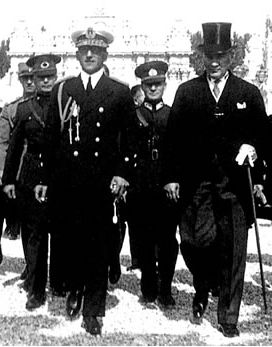
穆斯塔法·凯末尔和1933年的南斯拉夫亚历山大国王

1982年，两名亚美尼亚解放秘密军的杀手枪杀了土耳其驻南斯拉夫大使加利普·巴尔卡，作为对亚美尼亚种族灭绝的报复。在事发地附近的贝尔格莱德手无寸铁的公民试图阻止罪犯并追赶他们，造成两名塞尔维亚平民受伤，一人死亡。巴尔卡大使两天后在医院去世。土耳其和塞尔维亚每年都会纪念这一事件。

## 现代关系

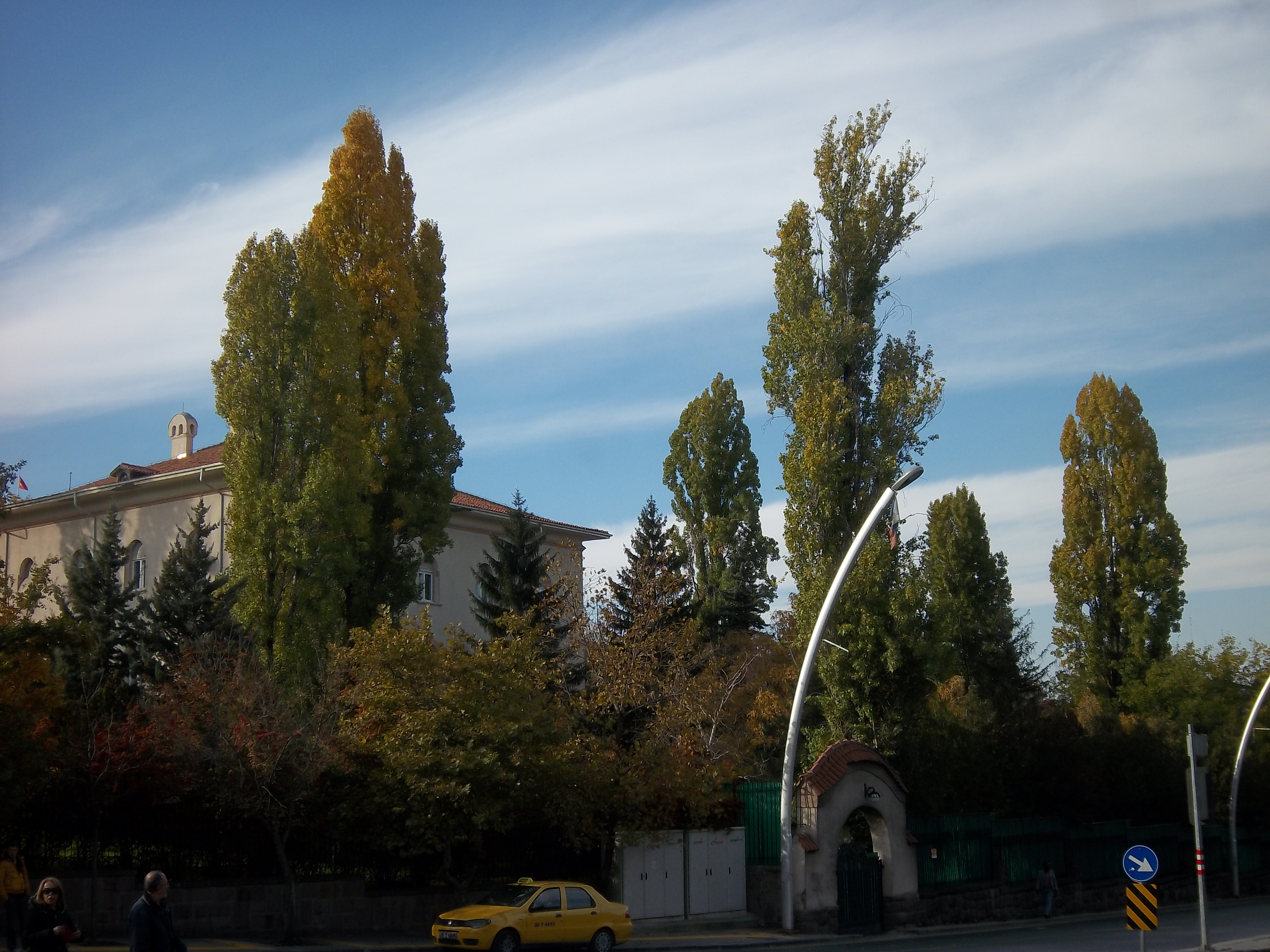
塞尔维亚驻安卡拉大使馆

土耳其国防部长维奇·哥努尔和塞尔维亚国防部长德拉甘·苏塔诺娃于2009年5月12日在安卡拉举行会议，签署了国防合作协议。 哥努尔说：“尽管我们没有共同的边界，但我们将塞尔维亚视为邻国。”，“土耳其希望在所有其他巴尔干国家中保持和改善与塞尔维亚的关系。” 苏塔诺娃确认：“在这一领域有很多事情要做，”而且“我们正在考虑在国防工业中共同采取一些举措，例如土耳其或塞尔维亚的联合生产。”
土耳其总统阿卜杜拉·居尔于2009年10月26日访问了塞尔维亚，成为自1986年以来第一位访问塞尔维亚的土耳其总统。

### 埃尔多安在科索沃的演讲
2013年10月，塞尔维亚外交部谴责土耳其总理雷杰普·塔伊普·埃尔多安在访问科索沃期间发表的声明。埃尔多安在他的演讲中说:“不要忘记，科索沃就是土耳其，土耳其就是科索沃。”他还补充说，无论什么时候访问科索沃，他“感觉就像在家里一样”。塞尔维亚外交部回应称埃尔多安的言论“不能被视为友好”，而发表演讲的普里兹伦镇“可能是最不适合发表这种言论的地方”，因为它是塞尔维亚中世纪皇帝斯特凡·乌罗什四世的最初埋葬地。
包括总理伊维察·达契奇和议长内博伊沙·斯泰法诺维奇在内的塞尔维亚政界人士都拒绝了土耳其总理的讲话。此外，10月26日，塞尔维亚外交部召见土耳其驻贝尔格莱德大使要求作出解释，托米斯拉夫·尼科利奇总统宣布塞尔维亚当天退出包括土耳其和波斯尼亚在内的三方会谈，并要求土耳其为“丑闻”道歉。奥地利自由党领导人海因茨-克里斯蒂安·斯特拉赫也谴责了这些言论，他认为欧洲应该奋起反抗土耳其总理。斯特拉赫在声明中说:“他在欧洲的领土主张离埃尔多安希望恢复奥斯曼帝国的目标只有一步之遥。”
然而，土耳其外交部长艾哈迈德·达武特奥卢在接受土耳其广播电视公司频道采访时说，埃尔多安的话被误解了。“从整个演讲中被删除的言论被带到了我们不希望看到的地方。我们也希望与塞尔维亚保持良好的关系。土耳其与所有巴尔干国家保持同样的距离。”达武特奥卢强调。

### 2013年后的关系
2013年的讲话后，两国关系迅速恢复，贝尔格莱德尼古拉特斯拉机场和伊斯坦布尔机场之间的航班旅客数量显著增加，哈尔克银行等土耳其公司进入塞尔维亚市场。2016年3月，土耳其驻贝尔格莱德大使穆罕默德·凯末尔·博扎伊在接受美国有线电视新闻网的地区广播伙伴和子公司N 1电视台采访时表示，尽管两国在2008年科索沃宣布独立问题上立场不同，但两国的外交合作非常好，同时还表示土耳其支持贝尔格莱德-普里什蒂纳谈判。在阿什哈巴德举行的2016年全球可持续交通会议上，土库曼斯坦矿业和能源部长、塞尔维亚部长亚历山大·安蒂奇表示，塞尔维亚和土耳其之间的良好关系有助于整个地区的稳定。部长还表示，重建A4高速公路将对土耳其产生直接的积极影响，因为高速公路是由在本国与中欧和西欧之间旅行的土耳其公民（尤其是卡车司机）使用的。2016年10月在安卡拉与土耳其外长梅夫吕特·恰武什奥卢会晤期间，塞尔维亚外交部长伊维察·达契奇表示，双边关系对该地区至关重要，塞尔维亚在2016年土耳其政变期间证明塞尔维亚是土耳其的朋友，贝尔格莱德在同一晚明确表示反对任何暴力接管的企图，并表示支持土耳其的民主选举政府。他还邀请了土耳其总统和梅夫吕特·恰武什奥卢访问贝尔格莱德。2016年12月，塞尔维亚国民议会副议长弗拉基米尔·马林科维奇出席了土耳其驻贝尔格莱德大使馆翻新大楼的开幕仪式，并表示两国之间的政治关系非常好。他表示，塞尔维亚所有国家机构全力支持土耳其克服2016年土耳其政变后的不良局势，塞尔维亚希望看到土耳其的稳定，这对整个地区非常重要。

## 协定
2009年6月，两国签署了一项自由贸易协定。